# União Batista da África Austral
A União Batista da África Austral (em inglês:  Baptist Union of Southern Africa) é associação cristã evangélica de Igrejas batistas em África do Sul. Ela é afiliada à Aliança Batista Mundial e Evangelical Alliance of South Africa. A sede está localizada em Roodepoort (Joanesburgo).

## História
A união tem suas origens nas primeiras igrejas batistas fundadas em Salem em Cabo Oriental e Grahamstown em 1823, por William Miller, um pastor batista inglês.  A União foi fundada em 1877 por quatro igrejas de língua inglesa e uma igreja de língua alemã.  A South African Baptist Missionary Society foi fundada em 1892.  De acordo com um censo da associação, em 2023 ela disse que tinha 537 igrejas e 36,591 membros.

## Escolas
Em 1951, a União estabeleceu o Colégio Teológico Batista da África Austral em Randburg e o Seminário Seminário Batista da Cidade do Cabo em 1974 na Cidade do Cabo. 

## Organização Missionária
A Convenção tem uma organização missionária, Missions Board. 

## Programas sociais
Ela tem uma organização humanitária, Deed of Love Ministry. 